# Teodor II. Duka Laskaris
Teodor II. Duka Laskaris (grč. Θεóδωρος Δoῦϰας Λάσϰαρις, Theódōros Doũkas Láskaris) (?, 1221. ili 1222. – Niceja, 16. kolovoza 1258.), nicejski car (1254. – 1258.), sin cara Ivana III. Duke Vataca te unuk po majci cara Teodora I. Laskarisa po kojemu je preuzeo ime Laskaris. Bio je veoma obrazovan te je stekao reputaciju kao autor retoričkih, filozofskih i teoloških spisa. Njegova bogata korespondencija važno je povijesno vrelo.

## Životopis
Nicejsko carsko prijestolje nasljedio je 1254. godine, a iako nije bio toliko sposoban vladar poput oca Ivana III. i djeda Teodora I. ipak je uspio sačuvati snagu i moć Nicejskog Carstva i pripremiti temelje za ponovnu uspostavu Bizantskog Carstva. Po dolasku na vlast učinio je nicejski dvor znanstvenim središtem okupivši velik broj učenjaka uz pomoć kojih je Carstvo doživjelo kulturni procvat.
U vladavini se oslanjao na srednji stalež zbog čega je izazvao bijes aristokracije. Uspio je otkloniti opasnost od Mongola, a ratovao je uspješno protiv bugarskog cara Mihaela Asena II. koji je bio zauzeo Trakiju i Makedoniju te je 1256. godine uspio ponovno osloboditi ta područja.
Svoju kćer Mariju oženio je za Nikefora, sina epirskog despota Mihaela II. te preuzeo pod svoju vlast Drač i makedonsku utvrdu Serviju zbog čega je buknuo sukob između njega i Mihaela II.
Umro je u kolovozu 1258. godine u dobi od trideset i šest godina, iscrpljen dugotrajnom bolešću epilepsije od koje je patio i njegov otac, a naslijedio ga je sedmogodišnji sin Ivan IV. Duka Laskaris.